# L'Aquila Sportiva 1944 1945-1946
Questa voce raccoglie le informazioni riguardanti L'Aquila Sportiva 1944 nelle competizioni ufficiali della stagione 1945-1946.

## Stagione
Per L'Aquila Sportiva 1944, la stagione 1945-1946 è stata la 7ª in Serie C e la 9ª complessiva nel terzo livello del campionato italiano di calcio. Dopo la partecipazione al campionato abruzzese di guerra la stagione precedente, la società venne ammessa al campionato di Serie C organizzato dalla Lega Nazionale Centro-Sud, classificandosi in 6ª posizione.
Al termine della stagione, venne proposto il ripescaggio in Serie B ma il club rinunciò per motivi economici.

## Rosa
| N. |                   | Ruolo | Calciatore                |
| -- | ----------------- | ----- | ------------------------- |
|    | Italia (bandiera) | C     | Italo Acconcia (capitano) |
|    | Italia (bandiera) | A     | Ermenegildo Andrian       |
|    | Italia (bandiera) | A     | Marino Bon                |
|    | Italia (bandiera) |       | Brandimarte               |
|    | Italia (bandiera) |       | Iovinelli                 |
|    | Italia (bandiera) |       | Izzi                      |
|    | Italia (bandiera) |       | Claudio Mancini           |
|    | Italia (bandiera) | C     | Arnaldo Leonzio           |

| N. |                   | Ruolo | Calciatore       |
| -- | ----------------- | ----- | ---------------- |
|    | Italia (bandiera) |       | Vittorio Masci   |
|    | Italia (bandiera) |       | Pastorelli (II)  |
|    | Italia (bandiera) |       | Rastelli         |
|    | Italia (bandiera) | D     | Luigi Rossini    |
|    | Italia (bandiera) |       | Antonio Santilli |
|    | Italia (bandiera) |       | Seccia           |
|    | Italia (bandiera) | P     | Gorido Stornelli |
|    | Italia (bandiera) |       | Aldo Stradiot    |

## Statistiche

### Statistiche di squadra
| Competizione | Punti | In casa | In casa | In casa | In casa | In casa | In casa | In trasferta | In trasferta | In trasferta | In trasferta | In trasferta | In trasferta | Totale | Totale | Totale | Totale | Totale | Totale | DR |
| Competizione | Punti | G       | V       | N       | P       | Gf      | Gs      | G            | V            | N            | P            | Gf           | Gs           | G      | V      | N      | P      | Gf     | Gs     | DR |
| ------------ | ----- | ------- | ------- | ------- | ------- | ------- | ------- | ------------ | ------------ | ------------ | ------------ | ------------ | ------------ | ------ | ------ | ------ | ------ | ------ | ------ | -- |
| Serie C      | 27    | 13      | 9       | 4       | 0       | 27      | 10      | 13           | 0            | 5            | 8            | 7            | 27           | 26     | 9      | 9      | 8      | 34     | 37     | -3 |
| Totale       | -     | 13      | 9       | 4       | 0       | 27      | 10      | 13           | 0            | 5            | 8            | 7            | 27           | 26     | 9      | 9      | 8      | 34     | 37     | -3 |